# Masafumi Maeda
Pour les articles homonymes, voir Maeda.
Masafumi Maeda (前田 雅文, Maeda Masafumi) est un footballeur japonais né le 25 janvier 1983.